# František Daneš (jazykovědec)
František Daneš (23. července 1919 Písek – 18. března 2015 Praha) byl český jazykovědec.

## Život
Studium bohemistiky a anglistiky na Filozofické fakultě Univerzity Karlovy, přerušené válkou, dokončil v roce 1948. Od téhož roku působil jako učitel českého a anglického jazyka na Benešově reálném gymnáziu v Praze. V roce 1962 se vrátil na Filozofickou fakultu UK jako docent, v roce 1992 byl jmenován profesorem.
Už během svého studia, od roku 1947, působil jako vědecký pracovník Ústavu pro jazyk český AV ČR, v letech 1965–1970 a 1990–1994 byl jeho ředitelem. V roce 1994, kdy odcházel do důchodu, jej AV ČR vyznamenala Zlatou medailí Josefa Dobrovského. V roce 2010 jej prezident České republiky Václav Klaus vyznamenal medailí Za zásluhy.

## Publikace
- Soustava hudebních prostředků větných a její vztah k významové stavbě věty, 1951
- Intonace a věta ve spisovné češtině, 1957
- Malý průvodce po dnešní češtině, 1964
- Probleme der Textgrammatik, 1976
- Slovník spisovné češtiny pro školu a veřejnost, 1978 a další vydání, člen hlavní redakce
- Věta a text – studie ze syntaxe spisovné češtiny, 1985
- Větné vzorce v češtině, 2., rozšířené vydání 1989
- Český jazyk na přelomu tisíciletí, 1997
- Jazyk a text – výbor z lingvistického díla Františka Daneše, 1999–2000
- Jak napsat odborný text, 1999, spolu se Světlou Čmejrkovou
- Kultura a struktura českého jazyka, 2009 (Výbor statí z let 1949–2009.)